# Dyskografia Pitbulla
Dyskografia Pitbulla, amerykańskiego rapera, składa się z siedmiu albumów studyjnych, jednej kompilacji, jednego remix albumu, czterech mixtape’ów, 79 singli, a także 35 wideoklipów.

## Albumy

### Albumy studyjne
| Rok  | Dane dot. albumu | Najwyższe pozycje na listach | Najwyższe pozycje na listach | Najwyższe pozycje na listach | Najwyższe pozycje na listach | Najwyższe pozycje na listach | Najwyższe pozycje na listach | Najwyższe pozycje na listach | Najwyższe pozycje na listach | Najwyższe pozycje na listach | Najwyższe pozycje na listach | Certyfikat                                                                     | Sprzedaż                                                                              |
| Rok  | Dane dot. albumu | POL                          | USA                          | AUS                          | AUT                          | CAN                          | GER                          | NZL                          | SPA                          | SWI                          | UK                           | Certyfikat                                                                     | Sprzedaż                                                                              |
| ---- | --- | ---------------------------- | ---------------------------- | ---------------------------- | ---------------------------- | ---------------------------- | ---------------------------- | ---------------------------- | ---------------------------- | ---------------------------- | ---------------------------- | ------------------------------------------------------------------------------ | ------------------------------------------------------------------------------------- |
| 2004 | M.I.A.M.I. - Wydany: 24 sierpnia 2004 - Wytwórnia: TVT - Format: CD, LP, digital download                               | –                            | 14                           | –                            | –                            | –                            | –                            | –                            | –                            | –                            | –                            | - USA: złoto                                                                   | - USA: 644 000                                                                        |
| 2006 | El Mariel - Wydany: 31 października 2006 - Wytwórnia: TVT, Bad Boy Latino - Format: CD, LP, digital download            | –                            | 17                           | –                            | –                            | –                            | –                            | –                            | –                            | –                            | –                            |                                                                                | - USA: 214 000                                                                        |
| 2007 | The Boatlift - Wydany: 27 listopada 2007 - Wytwórnia: TVT, Bad Boy Latino - Format: CD, LP, digital download            | –                            | 50                           | –                            | 42                           | –                            | 96                           | –                            | 74                           | 23                           | –                            |                                                                                |                                                                                       |
| 2009 | Rebelution - Wydany: 28 sierpnia 2009 - Wytwórnia: J, Mr. 305, Polo Grounds - Format: CD, LP, digital download          | 45                           | 8                            | 63                           | 20                           | 3                            | 34                           | –                            | 90                           | 8                            | –                            |                                                                                | - USA: 174 000                                                                        |
| 2010 | Armando - Wydany: 2 listopada 2010 - Wytwórnia: J, Mr. 305, Polo Grounds - Format: CD, digital download                 | –                            | 65                           | –                            | –                            | –                            | –                            | –                            | –                            | –                            | –                            | - USA: złoto (latin)                                                           | - USA: 50 000                                                                         |
| 2011 | Planet Pit - Wydany: 17 czerwca 2011 - Wytwórnia: J, Mr. 305, Polo Grounds - Format: CD, digital download               | 12                           | 7                            | 5                            | 3                            | 4                            | 6                            | 10                           | 5                            | 2                            | 11                           | - AUS: platyna - AUT: złoto - GER: złoto - SWI: złoto - UK: złoto - USA: złoto | - AUS: 70 000 - AUT: 10 000 - GER: 100 000 - SWI: 15 000 - UK: 100 000 - USA: 492 000 |
| 2012 | Global Warming - Wydany: 16 listopada 2012 - Wytwórnia: J, Mr. 305, Polo Grounds - Format: CD, digital download         | –                            | 14                           | 14                           | 12                           | 12                           | 21                           | 38                           | 38                           | 5                            | –                            | - POL: platyna                                                                 |                                                                                       |
| 2014 | Globalization - Wydany: 24 listopada 2014 - Wytwórnia: Mr. 305, Sony Music Entertainment - Format: CD, digital download | –                            | 18                           | 60                           | –                            | 15                           | –                            | –                            | –                            | 34                           | –                            |                                                                                |                                                                                       |
| 2015 | Dale - Wydany: 17 lipca 2015 - Wytwórnia: Mr. 305, Sony Music Latino - Format: CD, digital download                     | –                            | 97                           | –                            | –                            | –                            | 71                           | –                            | –                            | –                            | –                            |                                                                                |                                                                                       |

### Kompilacje
| Rok  | Dane dot. albumu                                                                                    | Najwyższe pozycje na listach | Najwyższe pozycje na listach | Najwyższe pozycje na listach |
| Rok  | Dane dot. albumu                                                                                    | USA                          | US R&B                       | US Rap                       |
| ---- | --------------------------------------------------------------------------------------------------- | ---------------------------- | ---------------------------- | ---------------------------- |
| 2012 | Original Hits - Wydany: 8 maja 2012 - Wytwórnia: TVT, Bad Boy Latino - Format: CD, digital download | 134                          | 19                           | 13                           |
| 2013 | International Takeover - Wydany: 9 lipca 2013 - Wytwórnia: Ultra - Format: CD, digital download     | –                            | –                            | –                            |

### Remixy
| Rok  | Dane dot. albumu                                                                                          | Najwyższe pozycje na listach | Najwyższe pozycje na listach | Najwyższe pozycje na listach |
| Rok  | Dane dot. albumu                                                                                          | USA                          | US R&B                       | US Rap                       |
| ---- | --- | ---------------------------- | ---------------------------- | ---------------------------- |
| 2005 | Original Hits - Wydany: 15 listopada 2005 - Wytwórnia: TVT, Bad Boy Latino - Format: CD, digital download | 25                           | 4                            | 2                            |

### Minialbumy
| Rok  | Dane dot. albumu                                                                                             | Najwyższe pozycje na listach | Najwyższe pozycje na listach | Najwyższe pozycje na listach |
| Rok  | Dane dot. albumu                                                                                             | USA                          | US Rap                       |                              |
| ---- | --- | ---------------------------- | ---------------------------- | ---------------------------- |
| 2013 | Meltdown - Wydany: 22 listopada 2013 (US) - Wytwórnia: RCA, Mr. 305, Polo Grounds - Format: Digital download | 95                           | 9                            |                              |

### Mixtape’y
| Rok  | Tytuł                                                                 | Informacje                                            |
| ---- | --------------------------------------------------------------------- | ----------------------------------------------------- |
| 2008 | Free Agent (z DJ Buddha i DJ Noodles)                                 | - Wydany: 3 września 2008 - Format: digital download  |
| 2009 | The Streets Are Talking (z DJ Buddha i DJ Noodles)                    | - Wydany: 14 lutego 2009 - Format: digital download   |
| 2009 | International Takeover: The United Nations (z DJ Buddha i DJ Noodles) | - Wydany: 5 listopada 2009 - Format: digital download |
| 2010 | Mr. Worldwide (z DJ Buddha i DJ Noodles)                              | - Wydany: 10 kwietnia 2010 - Format: digital download |

## Single
| Rok  | Tytuł                                                                          | Najwyższe pozycje na listach | Najwyższe pozycje na listach | Najwyższe pozycje na listach | Najwyższe pozycje na listach | Najwyższe pozycje na listach | Najwyższe pozycje na listach | Najwyższe pozycje na listach | Najwyższe pozycje na listach | Najwyższe pozycje na listach | Najwyższe pozycje na listach | Certyfikat | Sprzedaż | Album                        |
| Rok  | Tytuł                                                                          | POL                          | USA                          | AUS                          | AUT                          | CAN                          | GER                          | NZL                          | SPA                          | SWI                          | UK                           | Certyfikat | Sprzedaż | Album                        |
| ---- | ------------------------------------------------------------------------------ | ---------------------------- | ---------------------------- | ---------------------------- | ---------------------------- | ---------------------------- | ---------------------------- | ---------------------------- | ---------------------------- | ---------------------------- | ---------------------------- | --- | --- | ---------------------------- |
| 2002 | „Oye, Bacardi, Oh”                                                             | –                            | –                            | –                            | –                            | –                            | –                            | –                            | –                            | –                            | –                            | | | –                            |
| 2004 | „Culo” (feat. Lil Jon)                                                         | –                            | 32                           | –                            | –                            | –                            | –                            | –                            | –                            | –                            | –                            | | | M.I.A.M.I.                   |
| 2004 | „That’s Nasty” (feat. Lil Jon & Fat Joe)                                       | –                            | –                            | –                            | –                            | –                            | –                            | –                            | –                            | –                            | –                            | | | M.I.A.M.I.                   |
| 2004 | „Back Up”                                                                      | –                            | –                            | –                            | –                            | –                            | –                            | –                            | –                            | –                            | –                            | | | M.I.A.M.I.                   |
| 2004 | „Toma” (feat. Lil Jon)                                                         | –                            | –                            | –                            | –                            | –                            | –                            | –                            | –                            | –                            | –                            | | | M.I.A.M.I.                   |
| 2004 | „Dammit Man” (feat. Piccallo)                                                  | –                            | –                            | –                            | –                            | –                            | –                            | –                            | –                            | –                            | –                            | | | M.I.A.M.I.                   |
| 2005 | „Everybody Get Up” (feat. Pretty Ricky)                                        | –                            | –                            | –                            | –                            | –                            | –                            | –                            | –                            | –                            | –                            | | | Money Is Still a Major Issue |
| 2006 | „Bojangles”                                                                    | –                            | 91                           | –                            | –                            | –                            | –                            | –                            | –                            | –                            | –                            | | | El Mariel                    |
| 2006 | „Ay Chico (Lengua Afuera)”                                                     | –                            | 92                           | –                            | –                            | –                            | –                            | –                            | –                            | –                            | –                            | | | El Mariel                    |
| 2006 | „Dime (Remix)” (feat. Frankie J & Ken-Y)                                       | –                            | –                            | –                            | –                            | –                            | –                            | –                            | –                            | –                            | –                            | | | El Mariel                    |
| 2007 | „Be Quiet”                                                                     | –                            | –                            | –                            | –                            | –                            | –                            | –                            | –                            | –                            | –                            | | | El Mariel                    |
| 2007 | „Go Girl” (feat. Trina & Young Boss)                                           | –                            | 83                           | –                            | –                            | –                            | –                            | –                            | –                            | –                            | –                            | | | The Boatlift                 |
| 2007 | „The Anthem” (feat. Lil Jon)                                                   | –                            | 36                           | –                            | –                            | –                            | 72                           | –                            | –                            | 64                           | –                            | | | The Boatlift                 |
| 2007 | „Sticky Icky” (feat. Jim Jones)                                                | –                            | –                            | –                            | –                            | –                            | –                            | –                            | –                            | –                            | –                            | | | The Boatlift                 |
| 2007 | „Secret Admirer” (feat. Lloyd)                                                 | –                            | –                            | –                            | –                            | –                            | –                            | 30                           | –                            | –                            | –                            | | | The Boatlift                 |
| 2008 | „Dem Miami Boyz”                                                               | –                            | –                            | –                            | –                            | –                            | –                            | –                            | –                            | –                            | –                            | | | Free Agent                   |
| 2008 | „Krazy” (feat. Lil Jon)                                                        | –                            | 30                           | 38                           | –                            | 70                           | –                            | –                            | –                            | 59                           | –                            | | | Rebelution                   |
| 2009 | „I Know You Want Me (Calle Ocho)”                                              | –                            | 2                            | 6                            | 3                            | 2                            | 8                            | 3                            | 1                            | 2                            | 4                            | - AUS: platyna - CAN: 3× platyna - GER: złoto - NZL: platyna - ESP: 3× platyna - SWI: złoto - UK: srebro - USA: 2× platyna          | - AUS: 70 000 - CAN: 240 000 - GER: 150 000 - NZL: 15 000 - ESP: 60 000 - SWI: 15 000 - UK: 200 000 - USA: 2 000 000 | Rebelution                   |
| 2009 | „Blanco” (feat. Pharrell)                                                      | –                            | –                            | –                            | –                            | –                            | –                            | –                            | –                            | –                            | –                            | | | Fast & Furious soundtrack    |
| 2009 | „Hotel Room Service”                                                           | –                            | 8                            | 11                           | 22                           | 7                            | 22                           | 29                           | 15                           | 11                           | 9                            | - AUS: platyna - CAN: 2× platyna - UK: srebro - USA: platyna                                                                        | - AUS: 70 000 - CAN: 160 000 - UK: 200 000 - USA: 1 000 000                                                          | Rebelution                   |
| 2009 | „Shut It Down” (feat. Akon)                                                    | –                            | 42                           | 18                           | 35                           | 23                           | 30                           | 25                           | –                            | 41                           | 33                           | - AUS: złoto - CAN: platyna | - AUS: 35 000 - CAN: 80 000                                                                                          | Rebelution                   |
| 2010 | „Pearly Gates” (feat. Nayer)                                                   | –                            | –                            | –                            | –                            | –                            | –                            | –                            | –                            | –                            | –                            | | | –                            |
| 2010 | „Watagatapitusberry” (feat. Sensato del Patio, Black Point, Lil Jon & El Cata) | –                            | –                            | –                            | –                            | –                            | –                            | –                            | –                            | –                            | –                            | | | Armando                      |
| 2010 | „Maldito Alcohol” (vs. Afrojack)                                               | –                            | –                            | –                            | –                            | –                            | –                            | –                            | –                            | –                            | –                            | | | Armando                      |
| 2010 | „Game On” (z TKZee & Dario G)                                                  | –                            | –                            | –                            | –                            | –                            | –                            | –                            | –                            | –                            | –                            | | | –                            |
| 2010 | „Alright” (feat. Machel Montano)                                               | –                            | –                            | –                            | –                            | –                            | –                            | –                            | –                            | –                            | –                            | | | –                            |
| 2010 | „Bon, Bon”                                                                     | –                            | 61                           | –                            | 36                           | –                            | 39                           | –                            | 47                           | 38                           | –                            | | | Armando                      |
| 2010 | „Tu Cuerpo” (feat. Jencarlos Canela)                                           | –                            | –                            | –                            | –                            | –                            | –                            | –                            | –                            | –                            | –                            | | | Armando                      |
| 2010 | „Hey Baby (Drop It to the Floor)” (feat. T-Pain)                               | –                            | 7                            | 10                           | 22                           | 10                           | 24                           | 23                           | –                            | 21                           | 38                           | - AUS: 2× platyna - CAN: 3× platyna - NZL: złoto - SWI: złoto                                                                       | - AUS: 140 000 - CAN: 240 000 - NZL: 7500 - SWI: 15 000                                                              | Planet Pit                   |
| 2011 | „Give Me Everything” (feat. Ne-Yo, Afrojack & Nayer)                           | 3                            | 1                            | 2                            | 2                            | 1                            | 2                            | 2                            | 2                            | 2                            | 1                            | - AUS: 6× platyna - AUT: platyna - CAN: 4× platyna - GER: 3× złoto - NZL: 2× platyna - ESP: platyna - SWI: 2× platyna - UK: platyna | - AUS: 420 000 - AUT: 30 000 - CAN: 320 000 - GER: 450 000 - NZL: 30 000 - ESP: 20 000 - SWI: 60 000 - UK: 600 000   | Planet Pit                   |
| 2011 | „Rain Over Me” (feat. Marc Anthony)                                            | –                            | 30                           | 9                            | 5                            | 7                            | 7                            | 7                            | 1                            | 3                            | 28                           | - AUS: platyna - AUT: złoto - CAN: platyna - GER: złoto - ESP: platyna - SWI: 2× platyna                                            | - AUS: 70 000 - AUT: 15 000 - CAN: 80 000 - GER: 150 000 - ESP: 20 000 - SWI: 60 000                                 | Planet Pit                   |
| 2011 | „International Love” (feat. Chris Brown)                                       | –                            | 13                           | 15                           | 8                            | 10                           | 21                           | 7                            | 3                            | 13                           | 10                           | - AUS: 2× platyna - AUT: złoto - GER: złoto - NZL: platyna - ESP: złoto - SWI: platyna - UK: srebro                                 | - AUS: 140 000 - AUT: 7500 - GER: 150 000 - NZL: 7500 - ESP: 10 000 - SWI: 30 000 - UK: 200 000                      | Planet Pit                   |
| 2012 | „I Like (The Remix)” (feat. Enrique Iglesias & Afrojack)                       | –                            | –                            | –                            | –                            | –                            | –                            | –                            | –                            | –                            | –                            | | | –                            |
| 2012 | „Back in Time”                                                                 | 1                            | 11                           | 4                            | 1                            | 4                            | 5                            | 10                           | 35                           | 6                            | 21                           | - AUS: 3× platyna - AUT: platyna - CAN: 3× platyna - GER: platyna - SWI: platyna                                                    | - AUS: 210 000 - AUT: 15 500 - CAN: 240 000 - GER: 300 000 - SWI: 30 000                                             | Global Warming               |
| 2012 | „Get It Started” (feat. Shakira)                                               | –                            | 89                           | 31                           | 17                           | 42                           | 31                           | –                            | 14                           | 32                           | 64                           | - CAN: złoto | - CAN: 40 000 | Global Warming               |
| 2012 | „Don’t Stop the Party” (feat. TJR)                                             | –                            | 17                           | 15                           | 10                           | 9                            | 23                           | 23                           | 16                           | 59                           | 7                            | - AUS: 2× platyna - CAN: złoto - UK: srebro - USA: platyna                                                                          | - AUS: 140 000 - CAN: 40 000 - UK: 200 000 - USA: 1 000 000                                                          | Global Warming               |
| 2013 | „Feel This Moment” (feat. Christina Aguilera)                                  | 3                            | 8                            | 6                            | 2                            | 4                            | 9                            | 5                            | 1                            | 7                            | 5                            | - AUS: 2× platyna - AUS: złoto - GER: złoto - ESP: złoto - SWI: platyna - UK: srebro - USA: 2× platyna                              | - AUS: 140 000 - AUT: 7500 - GER: 150 000 - ESP: 20 000 - SWI: 30 000 - UK: 200 000 - USA: 2 000 000                 | Global Warming               |
| 2013 | „Outta Nowhere” (feat. Danny Mercer)                                           | –                            | –                            | –                            | 19                           | –                            | 67                           | –                            | –                            | –                            | –                            | | | Global Warming               |
| 2013 | „Timber” (feat. Kesha)                                                         | 3                            | 2                            | 4                            | 1                            | 1                            | 1                            | 3                            | 3                            | 3                            | –                            | - AUS: 2× platyna - CAN: 2× platyna - NZL: platyna - SWI: złoto                                                                     | - AUS: 140 000 - CAN: 160 000 - NZL: 15 000 - SWI: 15 000                                                            | Global Warming: Meltdown     |

### Z gościnnym udziałem
| Rok  | Tytuł                                                                                   | Najwyższe pozycje na listach | Najwyższe pozycje na listach | Najwyższe pozycje na listach | Najwyższe pozycje na listach | Najwyższe pozycje na listach | Najwyższe pozycje na listach | Najwyższe pozycje na listach | Najwyższe pozycje na listach | Najwyższe pozycje na listach | Najwyższe pozycje na listach | Certyfikat | Sprzedaż | Album                            |
| Rok  | Tytuł                                                                                   | POL                          | USA                          | AUS                          | AUT                          | CAN                          | GER                          | NZL                          | SPA                          | SWI                          | UK                           | Certyfikat | Sprzedaż | Album                            |
| ---- | --------------------------------------------------------------------------------------- | ---------------------------- | ---------------------------- | ---------------------------- | ---------------------------- | ---------------------------- | ---------------------------- | ---------------------------- | ---------------------------- | ---------------------------- | ---------------------------- | --- | --- | -------------------------------- |
| 2005 | „Shake” (Ying Yang Twins feat. Pitbull)                                                 | –                            | 41                           | –                            | –                            | –                            | –                            | –                            | –                            | –                            | 49                           | | | U.S.A. (United State of Atlanta) |
| 2005 | „Hit the Floor” (Twista feat. Pitbull)                                                  | –                            | 94                           | –                            | –                            | –                            | –                            | –                            | –                            | –                            | –                            | | | The Day After                    |
| 2005 | „Kamasutra” (Adassa feat. Pitbull)                                                      | –                            | –                            | –                            | –                            | –                            | –                            | –                            | –                            | –                            | –                            | | | Kamasutra                        |
| 2006 | „Get Freaky” (Play-N-Skillz feat. Pitbull)                                              | –                            | –                            | –                            | –                            | –                            | –                            | –                            | –                            | –                            | –                            | | | –                                |
| 2006 | „Holla at Me” (DJ Khaled feat. Lil Wayne, Paul Wall, Fat Joe, Rick Ross & Pitbull)      | –                            | 59                           | –                            | –                            | –                            | –                            | –                            | –                            | –                            | –                            | | | Listennn... the Album            |
| 2006 | „Born-N-Raised” (DJ Khaled feat. Pitbull, Trick Daddy & Rick Ross)                      | –                            | –                            | –                            | –                            | –                            | –                            | –                            | –                            | –                            | –                            | | | Listennn... the Album            |
| 2007 | „Crazy” (Lumidee feat. Pitbull)                                                         | –                            | –                            | –                            | 65                           | –                            | 35                           | –                            | –                            | –                            | 74                           | | | Unexpected                       |
| 2008 | „Mi Alma Se Muere” (Fuego feat. Omega & Pitbull)                                        | –                            | –                            | –                            | –                            | –                            | –                            | –                            | –                            | –                            | –                            | | | Chosen Few III soundtrack        |
| 2008 | „Move Shake Drop” (DJ Laz feat. Flo Rida, Casely & Pitbull)                             | –                            | 56                           | –                            | –                            | –                            | –                            | –                            | –                            | –                            | –                            | | | Category 6                       |
| 2008 | „Swing” (Remix) (Savage feat. Pitbull)                                                  | –                            | –                            | –                            | –                            | –                            | –                            | –                            | –                            | –                            | –                            | | | Savage Island                    |
| 2009 | „Feel It” (DJ Felli Fel feat. Sean Paul, T-Pain, Flo Rida & Pitbull)                    | –                            | –                            | –                            | –                            | –                            | –                            | –                            | –                            | –                            | –                            | | | –                                |
| 2009 | „Shooting Star” (Party Rock Remix) (David Rush feat. Pitbull, Kevin Rudolf & LMFAO)     | –                            | –                            | –                            | –                            | 66                           | –                            | –                            | –                            | –                            | –                            | | | Feel the Rush Vol. 1             |
| 2009 | „Now I’m That Bitch” (Livvi Franc feat. Pitbull)                                        | –                            | –                            | –                            | –                            | –                            | –                            | 24                           | –                            | –                            | 40                           | | | Underground Sunshine             |
| 2009 | „Outta Control” (Baby Bash feat. Pitbull)                                               | –                            | –                            | –                            | –                            | –                            | –                            | –                            | –                            | –                            | –                            | | | –                                |
| 2009 | „Patron Tequila” (Vanguards Remix) (Paradiso Girls feat. Pitbull & Lil Jon)             | –                            | –                            | –                            | –                            | –                            | –                            | –                            | –                            | –                            | –                            | | | –                                |
| 2009 | „Future Love” (Kristinia DeBarge feat. Pitbull)                                         | –                            | –                            | –                            | –                            | –                            | –                            | –                            | –                            | –                            | –                            | | | Exposed                          |
| 2009 | „Now You See It (Shake That Ass)” (Honorebel feat. Pitbull & Jump Smokers)              | –                            | –                            | –                            | –                            | –                            | –                            | –                            | –                            | –                            | –                            | | | Club Scene                       |
| 2009 | „Ni Rosas Ni Juguetes” (Mr. 305 Remix) (Paulina Rubio feat. Pitbull)                    | –                            | –                            | –                            | –                            | –                            | –                            | –                            | –                            | –                            | –                            | | | –                                |
| 2010 | „Egoísta” (Belinda feat. Pitbull)                                                       | –                            | –                            | –                            | –                            | –                            | –                            | –                            | 37                           | –                            | –                            | | | Carpe Diem                       |
| 2010 | „Armada Latina” (Cypress Hill feat. Marc Anthony & Pitbull)                             | –                            | –                            | –                            | –                            | 96                           | –                            | –                            | –                            | –                            | –                            | | | Rise Up                          |
| 2010 | „All Night Long” (Alexandra Burke feat. Pitbull)                                        | –                            | –                            | 48                           | –                            | –                            | 60                           | –                            | –                            | 60                           | 4                            | - UK: srebro | - UK: 200 000 | Overcome                         |
| 2010 | „I Like” (Enrique Iglesias feat. Pitbull)                                               | 5                            | 4                            | 2                            | 1                            | 1                            | 10                           | 7                            | 4                            | 6                            | 3                            | - AUS: 3× platyna - CAN: 3× platyna - NZL: platyna - ESP: platyna - SWI: złoto - UK: srebro - USA: 3× platyna                               | - AUS: 210 000 - CAN: 240 000 - NZL: 15 000 - ESP: 20 000 - SWI: 15 000 - UK: 200 000 - USA: 4 000 000                 | Euphoria                         |
| 2010 | „I Wanna” (Honorebel feat. Pitbull)                                                     | –                            | –                            | –                            | –                            | –                            | –                            | –                            | –                            | –                            | –                            | | | Club Scene                       |
| 2010 | „Rock It Like It’s Spring Break” (Jump Smokers feat. Pitbull)                           | –                            | –                            | –                            | –                            | –                            | –                            | –                            | –                            | –                            | –                            | | | Kings of the Dancefloor!         |
| 2010 | „Get to Know Me Better” (Naughty by Nature feat. Pitbull)                               | –                            | –                            | –                            | –                            | –                            | –                            | –                            | –                            | –                            | –                            | | | Anthem Inc.                      |
| 2010 | „Oye Baby” (Nicola Fasano feat. Pitbull)                                                | –                            | –                            | –                            | –                            | –                            | –                            | –                            | –                            | –                            | –                            | | | –                                |
| 2010 | „DJ Got Us Fallin' in Love” (Usher feat. Pitbull)                                       | –                            | 4                            | 3                            | 5                            | 2                            | 5                            | 4                            | 11                           | 4                            | 7                            | - AUS: 4× platyna - CAN: 2× platyna - GER: złoto - NZL: platyna - SWI: platyna - UK: złoto                                                  | - AUS: 280 000 - CAN: 160 000 - GER: 150 000 - NZL: 15 000 - SWI: 30 000 - UK: 400 000 - USA: 4 000 000                | Versus                           |
| 2010 | „One Thing Leads to Another” (Ray J feat. Pitbull)                                      | –                            | –                            | –                            | –                            | –                            | –                            | –                            | –                            | –                            | –                            | | | Raydiation 2                     |
| 2011 | „On the Floor” (Jennifer Lopez feat. Pitbull)                                           | 2                            | 3                            | 1                            | 1                            | 1                            | 1                            | 2                            | 1                            | 1                            | 1                            | - AUS: 4× platyna - CAN: 5× platyna - GER: 2× platyna - NZL: 2× platyna - ESP: 3× platyna - SWI: 4× platyna - UK: platyna - USA: 3× platyna | - AUS: 280 000 - CAN: 400 000 - GER: 600 000 - NZL: 30 000 - ESP: 60 000 - SWI: 120 000 - UK: 784 000 - USA: 3 800 000 | Love?                            |
| 2011 | „Rabiosa” (Shakira feat. Pitbull)                                                       | 3                            | –                            | –                            | 6                            | 38                           | 26                           | –                            | 1                            | 3                            | –                            | - ESP: 3× platyna - SWI: złoto | - ESP: 20 000 - SWI: 15 000                                                                                            | Sale el Sol                      |
| 2011 | „Boomerang” (DJ Felli Fel feat. Akon, Pitbull & Jermaine Dupri)                         | –                            | –                            | –                            | –                            | –                            | –                            | –                            | –                            | –                            | –                            | | | –                                |
| 2011 | „Bumpy Ride” (Remix) (Mohombi feat. Pitbull & Machel Montano)                           | –                            | –                            | –                            | –                            | –                            | –                            | –                            | –                            | –                            | –                            | | | –                                |
| 2011 | „Fired Up (Fuck the Recession)” (Shaggy feat. Pitbull)                                  | –                            | –                            | –                            | –                            | –                            | –                            | –                            | –                            | –                            | –                            | | | Summer in Kingston               |
| 2011 | „Suave (Kiss Me)” (Nayer feat. Mohombi & Pitbull)                                       | –                            | –                            | –                            | –                            | 34                           | –                            | –                            | –                            | –                            | –                            | | | –                                |
| 2011 | „Danza Kuduro (Throw Your Hands Up)” (Qwote feat. Pitbull & Lucenzo)                    | –                            | –                            | 3                            | –                            | –                            | –                            | 29                           | –                            | –                            | 13                           | - AUS: 3× platyna | - AUS: 210 000 | –                                |
| 2011 | „Pass at Me” (Timbaland feat. Pitbull)                                                  | –                            | –                            | 61                           | –                            | –                            | 27                           | –                            | –                            | –                            | 40                           | | | –                                |
| 2011 | „I Like How It Feels” (Enrique Iglesias feat. Pitbull & The WAV.s)                      | –                            | 74                           | 26                           | –                            | 11                           | –                            | 19                           | 14                           | –                            | –                            | - AUS: złoto - CAN: platyna | - AUS: 35 000 - CAN: 80 000                                                                                            | –                                |
| 2011 | „We Run the Night” (Remix) (Havana Brown feat. Pitbull)                                 | –                            | 26                           | –                            | –                            | 48                           | –                            | –                            | –                            | –                            | –                            | - USA: złoto | - USA: 1 000 000 | When the Lights Go Out           |
| 2011 | „Bailando Por El Mundo” (Juan Magan feat. Pitbull & El Cata)                            | –                            | –                            | –                            | –                            | –                            | –                            | –                            | 22                           | 15                           | –                            | | | –                                |
| 2011 | „U Know It Ain’t Love” (R.J. feat. Pitbull)                                             | –                            | –                            | –                            | 52                           | –                            | 49                           | –                            | –                            | 43                           | –                            | | | –                                |
| 2011 | „Crazy People” (Sensato feat. Pitbull & Sak Noel)                                       | –                            | –                            | –                            | –                            | –                            | –                            | –                            | –                            | –                            | –                            | | | Crazy Society Trilogy            |
| 2011 | „Rock the Boat” (Bob Sinclar feat. Pitbull, Dragonfly & Fatman Scoop)                   | –                            | –                            | 39                           | 51                           | 99                           | 45                           | –                            | –                            | 20                           | –                            | | | Disco Crash                      |
| 2012 | „Raise the Roof” (Hampenberg i Alexander Brown feat. Pitbull, Fatman Scoop & Nabiha)    | –                            | –                            | –                            | –                            | –                            | –                            | –                            | –                            | –                            | –                            | | | –                                |
| 2012 | „Name of Love” (Jean-Roch feat. Pitbull & Nabiha)                                       | –                            | –                            | –                            | –                            | –                            | –                            | –                            | –                            | –                            | –                            | | | Music Saved My Life              |
| 2012 | „Richest Man” (Play-N-Skillz feat. Pitbull)                                             | –                            | –                            | –                            | –                            | –                            | –                            | –                            | –                            | –                            | –                            | | | Alter Egos                       |
| 2012 | „Bedroom” (Redd feat. Pitbull & Qwote)                                                  | –                            | –                            | –                            | 39                           | –                            | 40                           | –                            | –                            | 41                           | –                            | | | –                                |
| 2012 | „Dance Again” (Jennifer Lopez feat. Pitbull)                                            | –                            | 17                           | 28                           | 8                            | 4                            | 14                           | 12                           | 4                            | 14                           | 11                           | - AUS: platyna - CAN: platyna - ESP: złoto - USA: platyna                                                                                   | - AUS: 70 000 - CAN: 80 000 - ESP: 10 000 - USA: 1 200 000                                                             | Dance Again... the Hits          |
| 2012 | „There She Goes” (Taio Cruz feat. Pitbull)                                              | –                            | –                            | –                            | 8                            | 65                           | 5                            | –                            | –                            | 2                            | 12                           | - GER: złoto - SWI: złoto | - GER: 150 000 - CAN: 15 000                                                                                           | TY.O                             |
| 2012 | „Beat on My Drum” (Gabry Ponte feat. Sophia Del Carmen & Pitbull)                       | –                            | –                            | –                            | –                            | –                            | –                            | –                            | –                            | –                            | –                            | | | –                                |
| 2012 | „I’m All Yours” (Jay Sean feat. Pitbull)                                                | –                            | 85                           | 13                           | 57                           | 53                           | 40                           | 22                           | –                            | –                            | –                            | - AUS: 2× platyna | - AUS: 140 000 | So High                          |
| 2012 | „Ai se eu te pego!” (Mr. Worldwide Remix) (Michel Teló feat. Pitbull)                   | –                            | –                            | –                            | –                            | –                            | –                            | –                            | –                            | –                            | –                            | | | –                                |
| 2012 | „Sin Ti (I Don’t Want to Miss a Thing)” (Dyland & Lenny feat. Pitbull & Beatriz Luengo) | –                            | –                            | –                            | –                            | –                            | –                            | –                            | –                            | –                            | –                            | | | My World 2                       |
| 2012 | „Bad” (Afrojack Remix) (Michael Jackson feat. Pitbull & Afrojack)                       | –                            | –                            | –                            | 45                           | –                            | –                            | –                            | –                            | –                            | –                            | | | Bad 25                           |
| 2012 | „Hiya Hiya” (Khaled feat. Pitbull)                                                      | –                            | –                            | –                            | –                            | –                            | –                            | –                            | –                            | –                            | –                            | | | C’est la vie                     |
| 2013 | „Sexy People (The Fiat Song)” (Arianna feat. Pitbull)                                   | –                            | 97                           | –                            | –                            | –                            | –                            | –                            | –                            | –                            | –                            | | | –                                |
| 2013 | „Spring Love 2013” (Stevie B feat. Pitbull)                                             | –                            | –                            | –                            | –                            | –                            | 87                           | –                            | –                            | –                            | –                            | | | –                                |
| 2013 | „Live It Up” (Jennifer Lopez feat. Pitbull)                                             | 3                            | 60                           | 20                           | 27                           | 16                           | 36                           | 27                           | 10                           | 33                           | 17                           | - AUS: złoto - CAN: złoto | - AUS: 35 000 - CAN: 40 000                                                                                            | –                                |
| 2013 | „Chasing Shadows” (Jamie Drastik feat. Pitbull & Havana Brown)                          | –                            | –                            | –                            | –                            | –                            | –                            | –                            | –                            | –                            | –                            | | | –                                |
| 2013 | „Habibi I Love You” (Ahmed Chawki feat. Pitbull)                                        | –                            | –                            | –                            | –                            | –                            | –                            | –                            | –                            | –                            | –                            | | | –                                |
| 2013 | „Exotic” (Priyanka Chopra feat. Pitbull)                                                | –                            | –                            | –                            | –                            | –                            | –                            | –                            | –                            | –                            | –                            | | | –                                |
| 2013 | „Can’t Believe It” (Flo Rida feat. Pitbull)                                             | –                            | –                            | 7                            | 16                           | –                            | 4                            | 36                           | –                            | 19                           | –                            | - AUS: złoto | - AUS: 35 000 | The Perfect 10                   |
| 2013 | „Seize the Night” (Honorebel feat. Pitbull)                                             | –                            | –                            | –                            | –                            | –                            | –                            | –                            | –                            | –                            | –                            | | | –                                |
| 2013 | „FCK” (Gary Caos feat. Pitbull & Snow Tha Product)                                      | –                            | –                            | –                            | –                            | –                            | –                            | –                            | –                            | –                            | –                            | | | –                                |
| 2013 | „Get on the Floor (Vamos Dancar)” (Carolina Márquez feat. Pitbull & Dale Saunders)      | –                            | –                            | –                            | –                            | –                            | –                            | –                            | –                            | –                            | –                            | | | –                                |
| 2018 | „Goalie Goalie” (Arash feat. Nyusha & Blanco)                                           | –                            | –                            | –                            | –                            | –                            | –                            | –                            | –                            | –                            | –                            | | | –                                |

### Single promocyjne
| Rok  | Tytuł                                               | Najwyższe pozycje na listach | Najwyższe pozycje na listach | Najwyższe pozycje na listach | Najwyższe pozycje na listach | Najwyższe pozycje na listach | Najwyższe pozycje na listach | Najwyższe pozycje na listach | Najwyższe pozycje na listach | Najwyższe pozycje na listach | Najwyższe pozycje na listach | Album                           |
| Rok  | Tytuł                                               | POL                          | USA                          | AUS                          | AUT                          | CAN                          | GER                          | NZL                          | SPA                          | SWI                          | UK                           | Album                           |
| ---- | --------------------------------------------------- | ---------------------------- | ---------------------------- | ---------------------------- | ---------------------------- | ---------------------------- | ---------------------------- | ---------------------------- | ---------------------------- | ---------------------------- | ---------------------------- | ------------------------------- |
| 2009 | „Fresh Out the Oven” (Jennifer Lopez feat. Pitbull) | –                            | –                            | –                            | –                            | –                            | –                            | –                            | –                            | –                            | –                            | –                               |
| 2011 | „Pause”                                             | –                            | 73                           | –                            | 73                           | 44                           | –                            | 33                           | 42                           | –                            | –                            | Planet Pit                      |
| 2011 | „Turn Around, Pt. II” (z Flo Ridem)                 | –                            | –                            | –                            | –                            | –                            | –                            | –                            | –                            | –                            | –                            | The Hangover Part II soundtrack |
| 2011 | „Shake Señora” (feat. T-Pain & Sean Paul)           | –                            | 69                           | –                            | –                            | 33                           | –                            | 40                           | –                            | –                            | –                            | Planet Pit                      |
| 2012 | „Echa Pa’lla (Manos Pa’rriba)”                      | –                            | –                            | –                            | –                            | –                            | –                            | –                            | –                            | –                            | –                            | Gloal Warming                   |

## Inne notowane utwory
| Rok  | Tytuł                                              | Najwyższe pozycje na listach | Najwyższe pozycje na listach | Najwyższe pozycje na listach | Najwyższe pozycje na listach | Najwyższe pozycje na listach | Najwyższe pozycje na listach | Najwyższe pozycje na listach | Najwyższe pozycje na listach | Najwyższe pozycje na listach | Najwyższe pozycje na listach | Album                    |
| Rok  | Tytuł                                              | POL                          | USA                          | AUS                          | AUT                          | CAN                          | GER                          | NZL                          | SPA                          | SWI                          | UK                           | Album                    |
| ---- | -------------------------------------------------- | ---------------------------- | ---------------------------- | ---------------------------- | ---------------------------- | ---------------------------- | ---------------------------- | ---------------------------- | ---------------------------- | ---------------------------- | ---------------------------- | ------------------------ |
| 2010 | „Superstar” (Jump Smokers feat. Pitbull and Qwote) | –                            | –                            | –                            | 41                           | –                            | –                            | –                            | –                            | –                            | –                            | Kings of the Dancefloor! |
| 2011 | „Come n Go” (feat. Enrique Iglesias)               | –                            | –                            | –                            | –                            | 76                           | –                            | –                            | –                            | –                            | –                            | Planet Pit               |

## Teledyski
| Rok  | Tytuł                                                | Album                        | Reżyseria                     | Wyświetleń  | VEVO Certified |
| ---- | ---------------------------------------------------- | ---------------------------- | ----------------------------- | ----------- | -------------- |
| 2004 | „Culo” (feat. Lil Jon)                               | M.I.A.M.I.                   | Coodie i Chike                | 6.273.768   |                |
| 2004 | „Dammit Man”                                         | M.I.A.M.I.                   | Flyy Kai                      | 3.717.649   |                |
| 2005 | „Toma” (feat. Lil Jon)                               | M.I.A.M.I.                   | Jessy Terrero i Lil Jon       | 5.582.112   |                |
| 2005 | „Everybody Get Up” (feat. Pretty Ricky)              | Money Is Still a Major Issue | Dr.Teeth                      | 3.139.455   |                |
| 2006 | „Bojangles (Remix)”                                  | El Mariel                    | Marcus Raboy i Lil Jon        | 5.505.102   |                |
| 2006 | „Be Quiet”                                           | El Mariel                    | —                             | 1.953.739   |                |
| 2006 | „Ay Chico (Lengua Afuera)”                           | El Mariel                    | Bernard Gourley               | 14.577.185  |                |
| 2007 | „Go Girl” (feat. Trina & Young Bo$)                  | The Boatlift                 | David Rousseau                | 10.427.934  |                |
| 2007 | „Secret Admirer” (feat. Lloyd)                       | The Boatlift                 | David Rousseau                | 4.818.017   |                |
| 2008 | „The Anthem” (feat. Lil Jon)                         | The Boatlift                 | David Rousseau                | 5.300.671   |                |
| 2008 | „Krazy” (feat. Lil Jon)                              | Rebelution                   | David Rousseau                | 3.928.588   |                |
| 2009 | „I Know You Want Me (Calle Ocho)”                    | Rebelution                   | David Rousseau                | 518.307     |                |
| 2009 | „Blanco”                                             | Fast & Furious soundtrack    | Dereck Janniere i Paul Hunter | 15.288.354  |                |
| 2009 | „Hotel Room Service”                                 | Rebelution                   | David Rousseau                | 70.217.584  |                |
| 2009 | „Shut It Down” (feat. Akon)                          | Rebelution                   | David Rousseau                | 23.834.336  |                |
| 2009 | „Can’t Stop Me Now”                                  | Rebelution                   | David Rousseau                | 2.949.313   |                |
| 2009 | „Pearly Gates” (feat. Nayer)                         | –                            | David Rousseau                | nie wydany  |                |
| 2009 | „Watagatapitusberry”                                 | Armando                      | —                             | 3.622.627   |                |
| 2010 | „Maldito Alcohol” (vs. Afrojack)                     | Armando                      | —                             | 9.316.041   |                |
| 2010 | „Bon, Bon”                                           | Armando                      | —                             | 101.029.967 | √              |
| 2010 | „Tu Cuerpo” (feat. Jencarlos)                        | Armando                      | —                             | 32.920.888  |                |
| 2010 | „Hey Baby (Drop It to the Floor)” (feat. T-Pain)     | Planet Pit                   | David Rousseau                | 130.762.085 | √              |
| 2011 | „Give Me Everything” (feat. Ne-Yo, Afrojack & Nayer) | Planet Pit                   | David Rousseau                | 302.449.279 | √              |
| 2011 | „Rain Over Me” (feat. Marc Anthony)                  | Planet Pit                   | David Rousseau                | 426.815.650 | √              |
| 2011 | „International Love” (feat. Chris Brown)             | Planet Pit                   | David Rousseau                | 286.528.997 | √              |
| 2012 | „Back in Time”                                       | Global Warming               | David Rousseau                | 6.386.529   |                |
| 2012 | „Get It Started” (feat. Shakira)                     | Global Warming               | David Rousseau                | 37.263.491  |                |
| 2012 | „Don’t Stop the Party” (feat. TJR)                   | Global Warming               | David Rousseau                | 41.765.894  |                |
| 2013 | „Feel This Moment” (feat. Christina Aguilera)        | Global Warming               | David Rousseau                | 108.333.332 | √              |